# 麦草畏
麦草畏（3,6-二氯-2-甲氧基苯甲酸）是一种选择性系统性除草剂，化学式为C8H6Cl2O3，于1967年首次注册，其商品名包括Dianat、Banvel、Diablo、Oracle和Vanquish，它是2-甲氧基苯甲酸的氯代衍生物。